# Dorothy DeBorba
Dorothy Adelle DeBorba, auch Dorothy de Borba, (* 28. März 1925 in Los Angeles, Kalifornien; † 2. Juni 2010 in Walnut Creek, Kalifornien) war eine US-amerikanische Schauspielerin und Kinderdarstellerin.

## Leben
Dorothy DeBorba wurde 1925 in Los Angeles geboren. Ihre Mutter Lillian DeBorba war Schauspielerin, Sängerin und Tänzerin, ihr Vater Schlagzeuger in der Paul-Whiteman-Band. Bekannt wurde DeBorba als Kinderdarstellerin in der langjährigen, von Hal Roach produzierten US-Unterhaltungsserie Die kleinen Strolche. DeBorba war fünf Jahre alt, als sie zum ersten Mal für Die kleinen Strolche vor der Kamera stand. Sie spielte dort in der Tonfilm-Ära der Serie von 1930 bis 1933 die Rolle des Mädchens Dorothy und war während dieser Zeit die „Leading Lady“ der Filmreihe. Insgesamt war sie in 24 Folgen der Serie zu sehen, von Pups Is Pups (1930) bis Mush and Milk (1933).
Ihr Spitzname in den Roach-Studios war „Echo“, obwohl dieser Name in der Serie niemals verwendet wurde. In der Serie hatte sie hellbraunes Haar, das meist zu Ringellocken frisiert war. Die Rolle hatte sie angeblich deshalb von Hal Roach erhalten, weil sie auf Kommando weinen konnte. Nach ihrem Ausstieg spielte sie noch in dem Pre-Code-Film Sexbombe (1933) ein Mädchen, das von der weiblichen Hauptrolle Lola, gespielt von Jean Harlow, ein Autogramm bekommt. Anschließend beendete DeBorba ihre Filmkarriere.
DeBorba absolvierte die Van Nuys High School in Los Angeles und arbeitete später unter anderem als Sekretärin bei Republic Pictures und als Bürovorsteherin an der Graduate School of Journalism der University of California, Berkeley. DeBorba war zweimal verheiratet. Ihre erste kurze Ehe endete, als ihr Mann starb. Ihre zweite Ehe mit Max Ferdinand Haberreiter endete 1959 mit einer Scheidung. Sie war Mutter von zwei Kindern, einem Sohn und einer Tochter. DeBorba verstarb 2010 im Alter von 85 Jahren in einem Krankenhaus in Walnut Creek an einem Lungenemphysem.

## Filmografie (Auswahl)
- 1930–1933: Die kleinen Strolche (Our Gang) – 24 Folgen, darunter:
  - 1930: Pups Is Pups
  - 1932: Birthday Blues
  - 1933: Mush and Milk
- 1933: Sexbombe (Bombshell)